# Unione Sportiva Tevere Roma 1964-1965
Questa voce raccoglie le informazioni riguardanti l'Unione Sportiva Tevere Roma nelle competizioni ufficiali della stagione 1964-1965.

## Rosa
| N. |                   | Ruolo | Calciatore         |
| -- | ----------------- | ----- | ------------------ |
|    | Italia (bandiera) | C     | Dante Amatucci     |
|    | Italia (bandiera) |       | Becchetti          |
|    | Italia (bandiera) | C     | Mario Bergamini    |
|    | Italia (bandiera) | C     | Francesco Cappelli |
|    | Italia (bandiera) | D     | Jacopo Cinelli     |
|    | Italia (bandiera) | A     | Raffaello Ciocca   |
|    | Italia (bandiera) |       | Clementi           |
|    | Italia (bandiera) | C     | Giovanni Costariol |
|    | Italia (bandiera) |       | Di Spino           |
|    | Italia (bandiera) | A     | Mario Dolgan       |
|    | Italia (bandiera) |       | Farroni            |
|    | Italia (bandiera) | D     | Floriano Galassin  |
|    | Italia (bandiera) | C     | Silvano Galli      |

| N. |                   | Ruolo | Calciatore         |
| -- | ----------------- | ----- | ------------------ |
|    | Italia (bandiera) | P     | Giuseppe Leonardi  |
|    | Italia (bandiera) | C     | Massimo Moffa      |
|    | Italia (bandiera) | A     | Renato Mola        |
|    | Italia (bandiera) |       | Moroni             |
|    | Italia (bandiera) |       | Palestello         |
|    | Italia (bandiera) |       | Piva               |
|    | Italia (bandiera) | A     | Giovanni Scala     |
|    | Italia (bandiera) | C     | Antonio Schiavoni  |
|    | Italia (bandiera) | C     | Roberto Scichilone |
|    | Italia (bandiera) |       | Scoglio            |
|    | Italia (bandiera) | D     | Giosué Stucchi     |
|    | Italia (bandiera) | P     | Franco Superchi    |
|    | Italia (bandiera) |       | Thermes            |